# Bicentenario de la Independencia de Paraguay

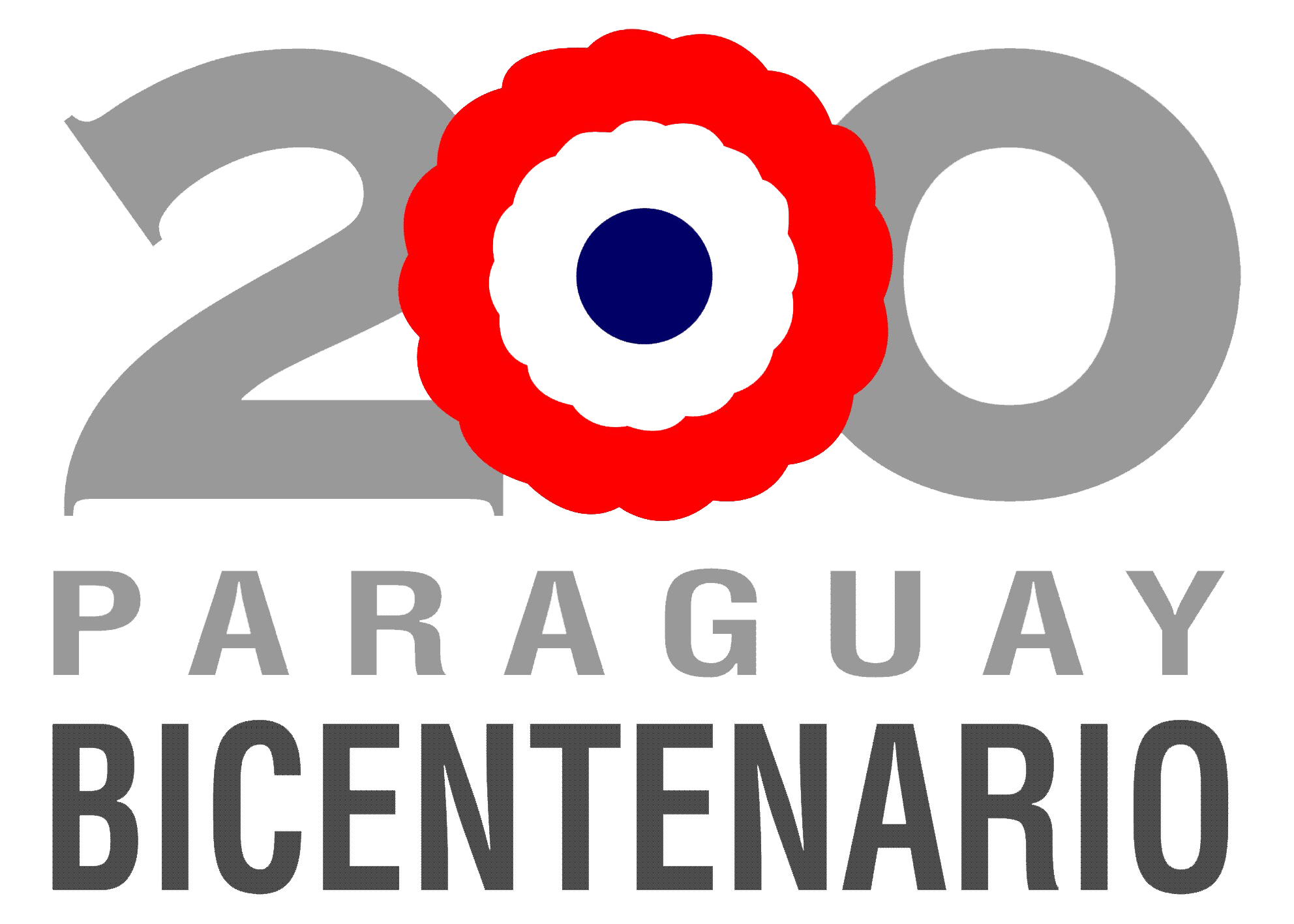
Bicentenario de la República de Paraguay 1811-2011.

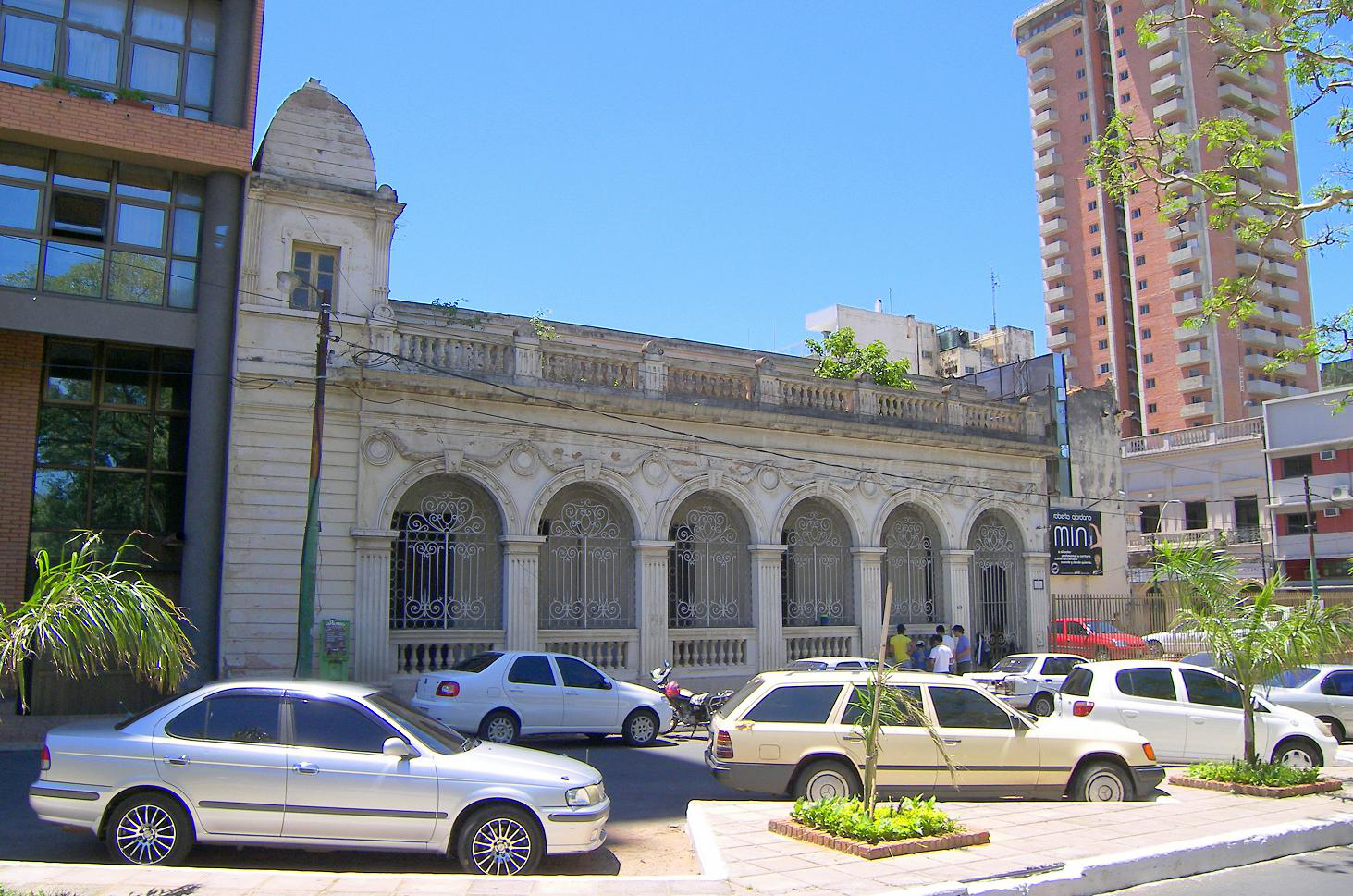
La Casa del Bicentenario del Paraguay en la ciudad de Asunción.

El Bicentenario de la Independencia de la República del Paraguay es un grupo de festividades que se realizaron en Paraguay y en colectividades paraguayas fuera del país, en ocasión de la celebración de los 200 años de la independencia de España en 1811. Las actividades en relación con el Bicentenario del Paraguay arrancaron en 2010 y culminaron a finales de 2011. 
Los días oficiales de los festejos fueron el 14 y 15 de mayo de 2011.

## Preparativos de los festejos
Todo el calendario de actividades de los Festejos del Bicentenario del Paraguay podrá ser consultada en la sección Actividades del sitio web de la Comisión Nacional de Conmemoración del Bicentenario de la Independencia de la República del Paraguay.

### Comisión organizadora de la conmemoración
La Comisión Nacional de Conmemoración del Bicentenario de la Independencia de la República del Paraguay, es un organismo creado por Ley N.º 3.495 y tiene a su cargo la planificación y ejecución de los proyectos de celebración del Bicentenario de la Independencia Nacional. Está conformado por un Consejo Directivo, un Comité Asesor Permanente y una Secretaria Ejecutiva.
Punto de partida: el 15 de mayo de 1811 marca un punto decisivo en el proceso constitutivo de la nación paraguaya; proceso definido por características singulares que sellan todo su desarrollo posterior. El mismo culminó en un proyecto nacional fuertemente condicionado por su entorno geográfico y marcado por la conjunción de historias, memorias y sueños, cuya trama levanta hoy un paisaje intenso y variado.
La Comisión del Bicentenario parte de la conmemoración de los 200 años transcurridos desde este hito, considerado fundacional de la patria paraguaya, para abrirse a un conjunto de reflexiones sobre lo ocurrido durante este tiempo. Más que celebrar acríticamente, la Comisión pretende impulsar interpretaciones plurales instaladas fuera de toda pretensión maniqueísta y dogmática y, a través de ellas, detectar pistas y proponer rumbos orientados a un futuro mejor para el país. En efecto, repensar la historia significa también cautelar el patrimonio, fortalecer las memorias colectivas e imaginar a través de la creación nuevas salidas para una historia difícil.
La Comisión busca igualmente, potenciar la compleja diversidad cultural del Paraguay, su riqueza histórica, sus acervos socioculturales y artísticos y su valioso patrimonio lingüístico conformado por 17 lenguas indígenas, así como por la oficialidad del guaraní, al lado del español. El Bicentenario pretende levantar una escena de reflexiones y prácticas de creación artística, cautela patrimonial y promoción cultural. Y espera que este ámbito aporte a la construcción de una esfera pública, ubicada más allá de los intereses sectoriales y dispuesta a sostener la diversidad de los recuerdos y los proyectos colectivos.

### Reloj del Bicentenario del Paraguay
El inicio de las actividades de la Conmemoración del Bicentenario de la Independencia de la República del Paraguay arrancó con la inauguración de un reloj, con cuenta regresiva, instalado en la Plaza de Armas, aledaña al Congreso de la Nación.

### Mascota del Bicentenario
La Conmemoración del Bicentenario de la Independencia de la República del Paraguay, ha elegido tras un riguroso concurso de creativos la mascota del Bicentenario del Paraguay: Trompo Arasa, una propuesta presentada por el creativo paraguayo Roberto Goiriz.
Basado en el tradicional juego infantil, y en la genial música de Herminio Giménez, "Che trompo arasa", el personaje gira y gira tras el rescate de la memoria y los sueños de una nación, mostrando distintas facetas de la independencia en cada aparición, y el hilo rotatorio es, a su vez, el conductor e impulsor de nuestra historia; además, el trompo puede caracterizarse adoptando formas o indumentarias para referirse a los enfoques del Bicentenario: historia, identidad y proyección.

### La Casa del Bicentenario
La Casa Cueto, ubicada en las calles México entre Mcal. Estigarribia y 25 de Mayo de Asunción, es conocida así por pertenecer a los Cueto, una familia asuncena de antaño. Una de sus integrantes fue Julia Miranda Cueto, esposa del Mariscal José Félix Estigarribia, expresidente del Paraguay durante la Guerra del Chaco.
Esta edificación constituye uno de los escasos ejemplos de la arquitectura de estilo neoclásico francés existente en la capital paraguaya y, quizás, su mejor exponente. Fue diseñada por el arquitecto francés George Levand. Es por ello que la Secretaría Ejecutiva de la Comisión Nacional busca convertirla en un centro de cultura del Bicentenario, atendiendo a sus valores históricos y estéticos formales.
La Comisión Nacional de Conmemoración del Bicentenario de la República del Paraguay y la Facultad de Arquitectura, Diseño y Arte de la Universidad Nacional de Asunción han acordado un proyecto de adecuación de la Casa Cueto para sede de la Casa del Bicentenario.
El lugar servirá para procesar la memoria de la nación, funcionando como un centro cultural activo que dinamice la zona. Servirá de base a una serie de encuentros y también como esfera para manifestaciones ciudadanas, artísticas diversas y culturales además de constituirse como un destino del circuito turístico de la capital de Paraguay.

## Festejos oficiales

### Desfile del bicentenario
Desfile de las Fuerzas Militares, de la Policía Nacional y de la Reserva del Ejército.
Parada Naval
Armada Paraguaya
Armada Argentina
- ARA Ciudad de Zárate (Q-61)
- ARA Ciudad de Rosario (Q-62)
- ARA Río Santiago (P-66)

Marina de Brasil

### Conciertos
- Gran Concierto Musical, Homenaje a la Patria.
- Gran Peña popular de agrupaciones folclóricas
- Serenata al Bicentenario
- Entonación Ciudadana del Himno Nacional y del Himno de la Independencia

### Yvy Marane'y
Se realizará el evento denominado Yvy Marane'y en el que se prevé la presencia de más de 200.000 estudiantes de todo el Paraguay.

## Deportes
Link al Artículo del Estadio del Bicentenario Nacional del Paraguay

## Presencia internacional
- Evo Morales, presidente de Bolivia.
- José Mujica, presidente de Uruguay.

## Televisión
El bicentenario fue transmitida por Unicanal (Canal 8 de CVC) 
La presidenta argentina, Cristina Fernández de Kirchner, anunció que no iría a asistir debido a recomendaciones médicas. al igual que el presidente venezolano Hugo Chávez.